# Space Capsule Recovery Experiment
A Space Capsule Recovery Experiment (SCRE ou geralmente SRE ou SRE-1) é uma nave espacial experimental indiana lançada as 03:53 UTC no dia 10 de janeiro de 2007 de Sriharikota pela Organização Indiana de Pesquisa Espacial. O lançamento foi realizado com um foguete PSLV C7, junto de três outros satélites. Ficou em órbita por 12 dias antes de reentrar na atmosfera da Terra e pousar no Golfo de Bengala as 04:16 UTC do dia 22 de janeiro.

## Geral
SRE-1 foi projetado para demonstrar a capacidade de resgatar uma cápsula orbital e a tecnologia duma plataforma para a realização de experimentos em microgravidade. Também devia testar o sistema de proteção térmico, navegação, guiagem e controle, aero-termodinâmica hipersônica, gerência do blackout de comunicações, desaceleração, sistema de flutuação e operações de resgate. A informação obtida nesse experimento está sendo usada no projeto da nave orbital Gaganyaan.

## Projeto
SRE-1 é uma cápsula de 555 kg. Tem uma estrutura aéreo-térmo, uma interna, Unidade de Gerenciamento da Missão, sensores de Altitude, sensores de medida Inercial, transpônder de banda S com uma única antena colada ao ATS, pacotes de eletricidade e eletrônica que suportam a desaceleração e um sistema de flutuação. Também tem duas cargas de microgravidade. Tem uma configuração cone esférica com um nariz especial de 0,5 m de rádio, um diâmetro de base de 2 m e 1,6 m de altura. O paraquedas, dispositivos pirotécnicos, pacotes de aviónica de uma unidade de disparo e um sequenciador, sistema de telemetria e rastreamento, junto de sensores para a medida dos parâmetros de performance do sistema eram localizados no interior da cápsula. Os paraquedas foram feitos pela ADRDE.
Para lidar com o calor da reentrada a SRE-1 tem um sistema de proteção composto de 264 placas de sílica de 14 tipos diferentes em sua superfície cônica, e uma cobertura ablativa de um composto feito de carbono-fenólico. ISRO também trabalha na tecnologia para a fabricação do composto de carbono-carbono, o qual, junto das placas de sílica testadas no SRE-1, podem ser usadas em naves reutilizáveis no futuro, tais como o foguete reutilizável planejado pela ISRO.

## Reentrada
SRE-1 estava orbitando a Terra numa trajetória polar de 637 quilômetros de altitude. Na preparação para sua reentrada, SRE-1 foi colocada numa órbita elíptica com um perigeu de 485 km e um apogeu de 639 km ao enviar comandos do Centro de Controle da Nave localizado ISTRAC em Bangalore no dia 19 de janeiro de 2007. O de-boost crítico foi executado pelo CCN, Bangalore, apoiado por uma rede de estações de solo em Bangalore, Sriharikota, Maurícia, Biak na Indonésia, Saskatoon no Canadá, Svalbard na Noruega, além de terminais em navios e no ar.
No dia 22 de janeiro de 2007, a reorientação da cápsula para de-órbita foi iniciada as 08:42 am HPI. A propulsão foi iniciada as 09:00 am com o disparamento dos foguetes e as operações foram finalizadas as 09:10 am. As 09:17 am, a cápsula foi reorientada para sua reentrada na densa atmosfera. A cápsula fez sua reentrada as 09:37 am numa altitude de 100 km e uma velocidade de 8 km/s. Durante esse evento, a cápsula foi protegida do calor intenso pelo material ablativo e placas de sílica em sua superfície exterior.
Quando a cápsula desceu numa altitude de 5 km, freagem atmosférica havia reduzido sua velocidade para 101 m/s. Os paraquedas piloto e drogue ajudaram a reduzir para 47 m/s.

### Pouso e resgate
O paraquedas principal foi solto a 2 km de altitude. SRE-1 pousou no Golfo de Bengala com uma velocidade de 12 m/s as 04:16 UTC. O sistema de flutuação, liberado imediatamente, manteve a cápsula flutuando. As operações de resgate foram apoiadas e realizadas pela Guarda Costeira Indiana e a Marinha Indiana usando navios, aeronaves e helicópteros.

## Experimentos e resultados
Durante sua permanência em órbita, os dois seguintes experimentos na SRE-1 foram conduzidos com sucesso em condições de microgravidade.
- Um dos experimentos estudou o derretimento de metal e cristalização em microgravidade. Este experimento, projetado em conjunto pelo Indian Institute of Science (Bangalore) e o Vikram Sarabhai Space Centre (Vikram Sarabhai Space Centre), foi realizado num forno de aquecimento isotermal.

- O segundo experimento, projetado em conjunto pelo National Metallurgical laboratory (Jamshedpur) e o ISRO Satellite Centre (Bangalore), estudaram a criação de nanocristais em microgravidade. Esse foi um experimento para a criação de biomateriais que melhor recriassem produtos biológicos.

A performance das placas de sílica na região cônica foi satisfatória e suas superfícies foram encontradas intactas com alguns danos menores devidos ao resgate. A nave ficou flutuando por aproximadamente 2 horas no mar antes do resgate, causando alguns danos menores e depósitos de água do mar nas superfícies das placas.